# Cledorvino Belini
Cledorvino Belini (São Paulo, 3 de maio de 1949) é um Administrador e executivo brasileiro, ex presidente do Grupo Fiat Chrysler para a América Latina. 
Belini assumiu em fevereiro de 2004 o cargo de presidente da Fiat Automóveis para a América Latina. Em 2005, assumiu a presidência de todo o Grupo Fiat na América Latina. Com a aquisição do controle acionário da Chrysler pela Fiat, em 2011, Belini também assumiu a responsabilidade pelas atividades da Fiat Chrsyler no continente. Em 2009, Belini passou também a integrar o Conselho Executivo (GEC) do então Fiat Group, a mais elevada instância mundial de comando executivo do atual Grupo Fiat Chrsyler.
É também diretor-presidente da Fiat Finanças Brasil, desde 2005 e presidente do Conselho de Administração do Banco Fidis desde janeiro de 2009. Além disso, é membro do Conselho Superior Estratégico da Federação das Indústrias do Estado de São Paulo, FIESP e do International Advisory Board, da Fundação Dom Cabral atua no Mobilização Empresarial pela Inovação (MEI).
Dirige o Minas Pela Paz, organização da sociedade civil de interesse público (Oscip) criada a partir da iniciativa da Federação das Indústrias do Estado de Minas Gerais (FIEMG) e das maiores empresas do Estado com o objetivo de contribuir com o governo no sentido de combater a violência, reduzir a criminalidade e promover a inclusão social por meio da educação. A instituição vem se destacando por elaborar, propor e implantar soluções viáveis, com uma abordagem empresarial, sempre focadas no estímulo à participação da sociedade na promoção da cidadania.
Entre março de 2010 e abril de 2013, exerceu o cargo de presidente da Associação Nacional dos Fabricantes de Veículos Automotores (Anfavea).

## Formação
É formado em Administração de Empresas pela Universidade Mackenzie e cursou a pós-graduação em Finanças no curso de mestrado na USP. Possui MBA pelo FDC/INSEAD, obtido em 2002. 

## Cargos Anteriores
De 1987 a 1993, foi diretor de compras da Fiat Automóveis, destacando-se a racionalização do parque de fornecedores e a criação de uma base de fornecedores em Minas Gerais, vizinhos à fábrica de automóveis (a “mineirização”), o desenvolvimento da fábrica integrada e a implantação do Just-in-time e do kanban, com redução drástica dos estoques.
A partir de 1994, foi diretor comercial e diretor geral da Fiat Automóveis. Nesta época, foi o responsável pela introdução do sistemas de vendas Mille On Line, campanhas publicitárias e lançamento do Fiat Palio, o carro mundial da Fiat.
Belini atuou também na Fiat Allis (1973 a 1986), atual Case New Holland, onde começou como supervisor de Sistemas e Métodos, foi gerente de Peças de Reposição, gerente geral de vendas de tratores, gerente de materiais e chegou à posição de diretor de materiais, cargo que ocupou de 1983 a 1986. Antes disso, atuou no setor de Recursos Humanos da IRF Matarazzo (1967 a 1973). Foi professor na Universidade São Marcos de 1975 a 1982.
Dirige o Minas Pela Paz, organização da sociedade civil de interesse público (Oscip) criada a partir da iniciativa da Federação das Indústrias do Estado de Minas Gerais (Fiemg) e das maiores empresas do Estado com o objetivo de contribuir com o governo no sentido de combater a violência, reduzir a criminalidade e promover a inclusão social por meio da educação. A instituição vem se destacando por elaborar, propor e implantar soluções viáveis, com uma abordagem empresarial, sempre focadas no estímulo à participação da sociedade na promoção da cidadania.
Em 2011, foi lançado o livro "A Virada Estratégica da Fiat no Brasil”, de Betania Tanure e Roberto Patrus, que analisa o estilo de gestão de Cledorvino Belini e o desempenho recente da Fiat no Brasil.

## Títulos
- Executivo de Valor - Categoria Veículos e Peças: 2007, 2008, 2009, 2010, 2011, 2012 e 2013 – pelo Jornal "Valor Econômico"[3]
- Prêmio Líderes Mais Admirados no Brasil: 2012- revista “Carta Capital”[4]
- Medalha da Inconfidência concedida pelo governo de Minas Gerais[5]
- Recebeu a Comenda Grande Ufficiale Della Republica Italiana concedida pelo Presidente da República da Itália[6]
- Título “Administrador Emérito”, concedido pelo CRA-SP – Conselho Regional de Administração de São Paulo[7]
- Industrial do Ano 2005 – pela Federação das Indústrias do Estado de Minas Gerais (FIEMG)[8]
- Comendador da Ordem de Rio Branco - Ministério das Relações Exteriores - 2013[9]